# Anton Gunther Gheringh

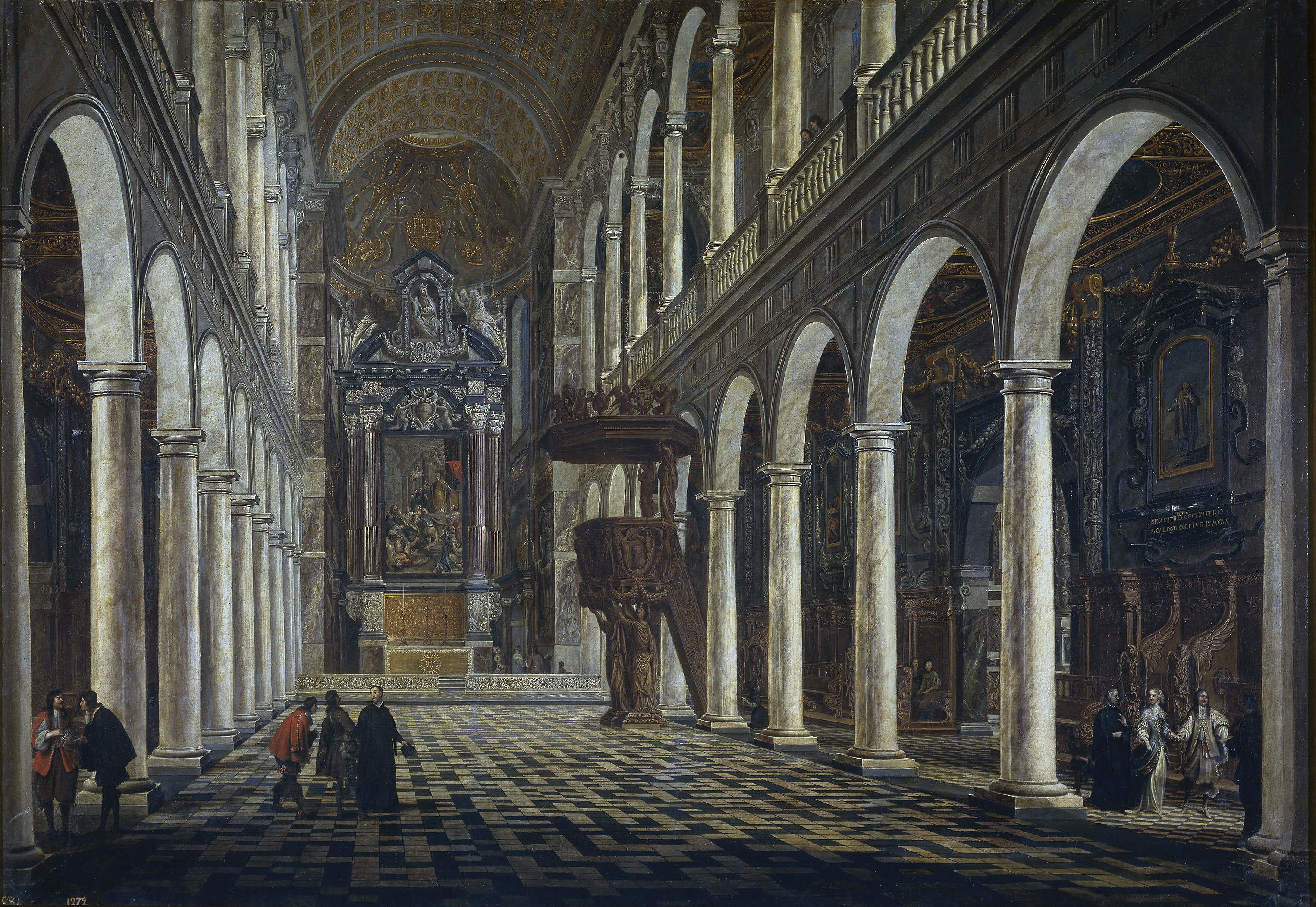
L'église des Jésuites à Anvers, huile sur toile, 84 x 121 cm, Madrid, musée du Prado.

Anton Gunther Gheringh (né en 1620 et mort en 1668) est un peintre baroque flamand spécialisé en peintures architecturales.

## Biographie
On ne connaît rien de son activité vraisemblablement en Allemagne avant son arrivée à Leeuwarden vers 1640-1650. On le retrouve ensuite à Anvers, où il est inscrit à la guilde de Saint-Luc en 1662. On pense qu'il aurait connu les travaux de Bartholomeus van Bassen et de Gerard Houckgeest d'avant 1650 dont son œuvre traduit parfois l'influence. L'ensemble de sa production connue se situe entre 1660 et 1668, date de son décès.

## Œuvres
Il s'attache à reproduire des intérieurs de l'église Saint-Charles-Borromée ou de l'église Sainte-Walburge (nl), à Anvers, ainsi que l'intérieur d'églises imaginaires.
Comme d'autres peintres d'intérieur flamands, il a continué jusqu'à des dates tardives à utiliser des arrière-plans fuyants artificiellement exagérés à la manière de Hans Vredeman de Vries. Disciple de Viviano Codazzi et de Pieter Neefs l'Ancien, il manifeste une prédilection particulière pour les somptueux intérieurs baroques, notamment celui de l'église jésuite d'Anvers qui, comme Wilhelm Schubert van Ehrenberg, peint à plusieurs reprises (Vienne, Kunsthistorisches Museum ; Madrid, Museo del Prado ; Munich, Alte Pinakothek ; Würzburg, Martin von Wagner Museum et autres). L'église elle-même était une innovation majeure dans l'architecture nordique, et son intérieur, décoré selon les dessins de Rubens, a été détruit par un incendie en 1718. Ce n'est donc qu'à partir de ces peintures que l'on peut se faire une idée de sa monumentalité baroque d'origine.